# Cerataulina nigriventris
Cerataulina nigriventris är en tvåvingeart som beskrevs av Mitsuhiro Sasakawa 1995. Cerataulina nigriventris ingår i släktet Cerataulina och familjen lövflugor. Inga underarter finns listade i Catalogue of Life.